# Autoliv
Autoliv ist ein schwedisch-amerikanischer Hersteller automobiler Sicherheitssysteme. Das Unternehmen gilt als führender Zulieferer im Bereich Automobilsicherheit und gehört mit einem Jahresumsatz von über 8 Mrd. USD zu den weltweit größten Automobilzulieferern. Autoliv belegte 2018 Platz 289 der Fortune 500 und ist an den  Börsen New York und Stockholm notiert. Das Unternehmen ist in Delaware gemeldet und hat seinen Hauptsitz in Stockholm, Schweden.

## Geschichte

### Vorgeschichte
Das Unternehmen wurde 1953 von Lennart Lindblad in Vårgårda als Lindblads Autoservice AB in Schweden gegründet und 1968  in Autoliv AB umbenannt. 1975 erfolgt die Übernahme von Autoliv durch die schwedische Gränges Weda AB und der Firmengründer Lennart Lindblad verlässt 1977 das Unternehmen. 1979 wird der schwedische Sicherheitsgurthersteller Evert Larsson Industri AB von Autoliv übernommen.
1980 wird Autoliv Teil des schwedischen Electrolux-Konzerns und firmiert ab 1984 als Electrolux Autoliv AB. Nach dem Verkauf der Anteile durch Electrolux und den Börsengang erfolgte 1994 die Umbenennung von Electrolux Autoliv zu Autoliv.

### Fusion zur heutigen Autoliv
Die heutige Autoliv Inc. entstand 1997 durch die Fusion des führenden europäischen Herstellers für Insassenschutzsysteme Autoliv AB mit Morton ASP (Automotive Safety Products), einem US-amerikanischen Airbag-Hersteller in Nordamerika und Asien. Seither firmiert das Unternehmen in den Vereinigten Staaten mit Unternehmenssitz in Stockholm. 1997 erfolgte auch die Übernahme des britischen Sicherheitsgurtherstellers Marling Industries plc und deren niederländischen Tochtergesellschaft Van Oerle-Alberton. Mit dieser Fusion wurde Autoliv zu einem der größten Systemanbieter für automobile Insassenschutzsysteme.
2000 erfolgte die Übernahme des zweitgrößten japanischen Lenkradherstellers Izumi mit Sitz in Atsugi. 2001 wird die Airbagproduktion in Ogden (Utah) in den Vereinigten Staaten nach Santiago de Querétaro in Mexiko verlagert.
2003 erfolgte die Übernahme des Geschäftsbereichs Lenkrad der japanischen Nippon Steering Industries (NSI) in Hiroschima und des deutschen Sicherheitsgurthersteller Protektor mit Sitz in Lübeck.
2004 wurden zahlreiche Standorte und Werke in Westeuropa geschlossen und nach Osteuropa und Asien verlagert. Darunter auch die Autoliv BV in Landgraaf in den Niederlanden.
2008 erfolgte die Übernahme der Sparte Radarsensoren für Automobile von Tyco Electronics (damals zu Tyco International) für 42 Millionen US-Dollar mit Sitz in Lowell (Massachusetts) in den Vereinigten Staaten und in Schweinfurt in Deutschland.
Im Januar 2017 gründete Autoliv zusammen mit Volvo das Gemeinschaftsunternehmen Zenuity zur Entwicklung von Software für autonome Fahrzeuge mit Hauptsitz in Göteborg und weiteren Standorte in München (Deutschland) und Detroit (USA).
Im Juni 2018 schloss Autoliv die Ausgliederung der Elektroniksparte unter dem Namen Veoneer ab.

## Organisation
Zusammen mit seinen Joint Ventures beschäftigt Autoliv über 60.000 Mitarbeiter in 27 Ländern, von denen 5.700 in Forschung, Entwicklung und Konstruktion tätig sind. Der Konzern besitzt auf allen fünf Kontinenten Niederlassungen und Joint Ventures sowie Entwicklungs- und Versuchseinrichtungen. Das schwedische Unternehmen ist mit 80 Werken in 27 Ländern auf jedem Kontinent vertreten. Darüber hinaus verfügt das Unternehmen über 14 technische Zentren auf der ganzen Welt, darunter 20 Teststrecken.
Der Markenname LIV für Sicherheitsgurte stand für Lindblads (Autoservice) in Vårgårda, die Kurzform birgt aber auch eine Doppeldeutigkeit, denn „Liv“ ist zugleich das schwedische Wort für Leben.

### Chief Executive Officer (CEO)
- 1995 Gunnar Bark
- 1996 Paul Charlety
- 1997–1998 Gunnar Bark
- 1999–2006 Lars Westerberg
- 2007–2018 Jan Carlson
- seit 2018 Mikael Bratt[7]

### Autoliv in Deutschland
1959 gründete Lennart Lindblad mit der Tochtergesellschaft Gebrüder Lindblad Schwedengurte e. K. in Deutschland die erste Niederlassung.
1988 übernahm die damalige Electrolux Autoliv die Britax Kolb GmbH & Co. KG mit Sitz in Dachau und 1992 von der Autoflug Rellingen die 1965 gegründete Norma GmbH mit Sitz in Norderstedt. Die Standorte der Autoliv Stakopress in Norderstedt und Rellingen mit rund 153 Mitarbeitern wurden 2011 geschlossen und es erfolgte ein Outsourcing nach Estland. Von 1991 bis 2014 unterhielt Autoliv zudem noch ein Werk in Döbeln (Autoliv Sicherheitstechnik GmbH). Der Standort Elmshorn mit zeitweise bis zu 1.000 Mitarbeitenden wurde 2023 aufgelöst.
Am Standort Dachau, der auf die Entwicklung von Airbagsystemen fokussiert ist, arbeiten rund 400 Mitarbeitende.

## Produkte
Autoliv entwickelt, produziert und vertreibt Sicherheitssysteme für alle namhaften Automobilhersteller weltweit. Produziert werden Insassenschutzsysteme (Sicherheitsgurte, Front-, Seiten- und Knieairbags, Sitzsysteme mit Anti-Schleudertraumafunktion, integrierte Kindersitze), Sicherheitselektroniken und Sensoren, Lenkräder, Systeme für den Fußgängerschutz, Fahrerassistenzsysteme (z. B. Nachtsichtsystem, Spurwechselassistent) sowie Sicherheitssysteme zur Unfallvermeidung (z. B. Kamera- und Radarsensoren).
Wichtigste Wettbewerber sind die Unternehmen Joyson Safety Systems und ZF TRW.

## Verletzung Kartellvorschriften
Die Europäische Kommission hat am 5. März 2019 für einen Verstoß gegen die EU-Kartellvorschriften Geldbußen in Höhe von insgesamt 368.277.000 Euro gegen Autoliv und das von der deutschen ZF Friedrichshafen aufgekaufte US-Unternehmen TRW verhängt. Dem japanischen Unternehmen Takata wurde die Geldbuße erlassen, weil das Unternehmen als Kronzeuge die Kommission von den Kartellen in Kenntnis gesetzt hatte. Betroffene Produktmärkte waren die Märkte für Sicherheitsgurte, Luftkissen (Airbags) und Steuerräder zur Belieferung der Automobilhersteller BMW und Volkswagen.